# Parque do Terreiro da Macela

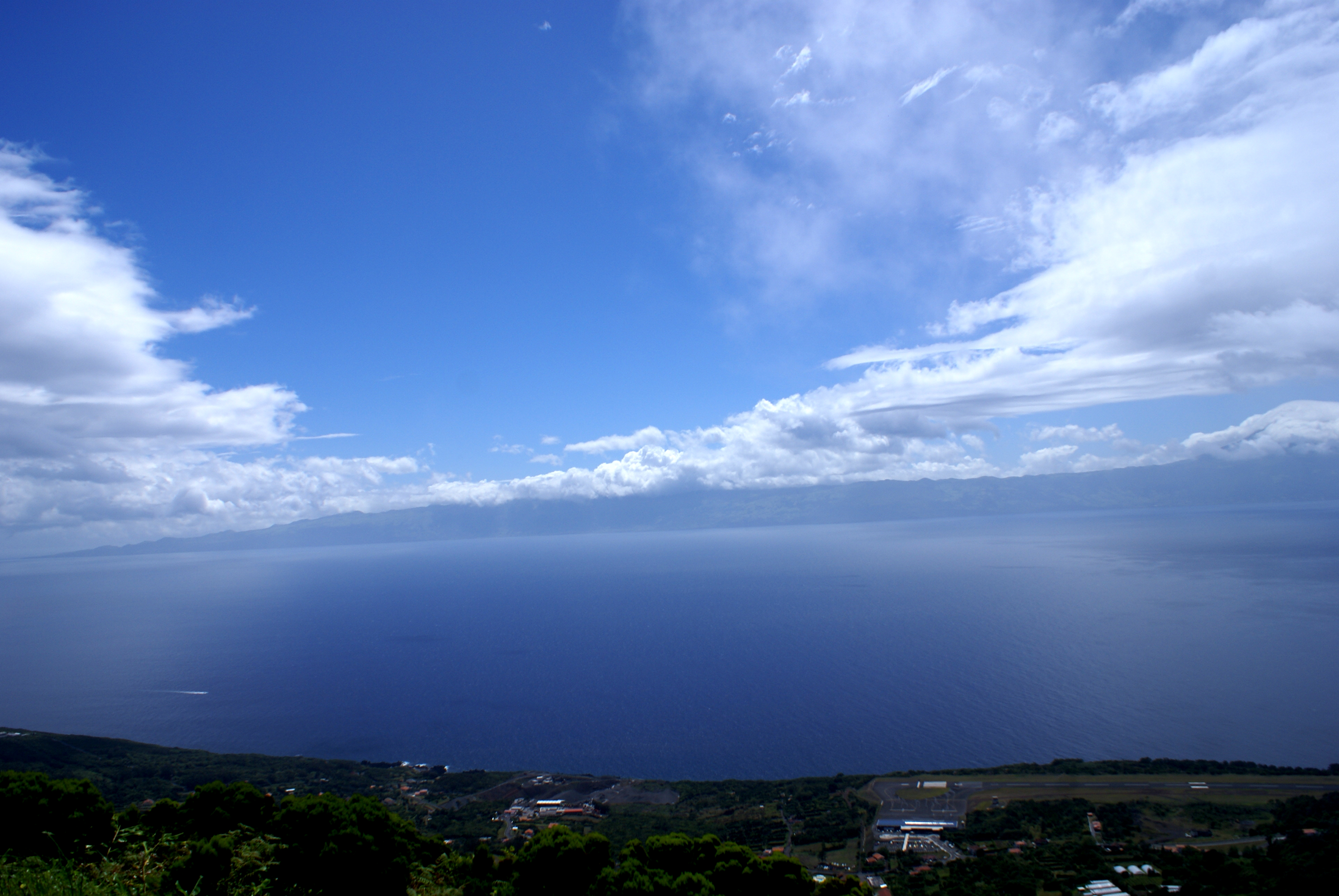
Parque do Terreiro da Macela, vista de mar, a ilha do Pico ao fundo.

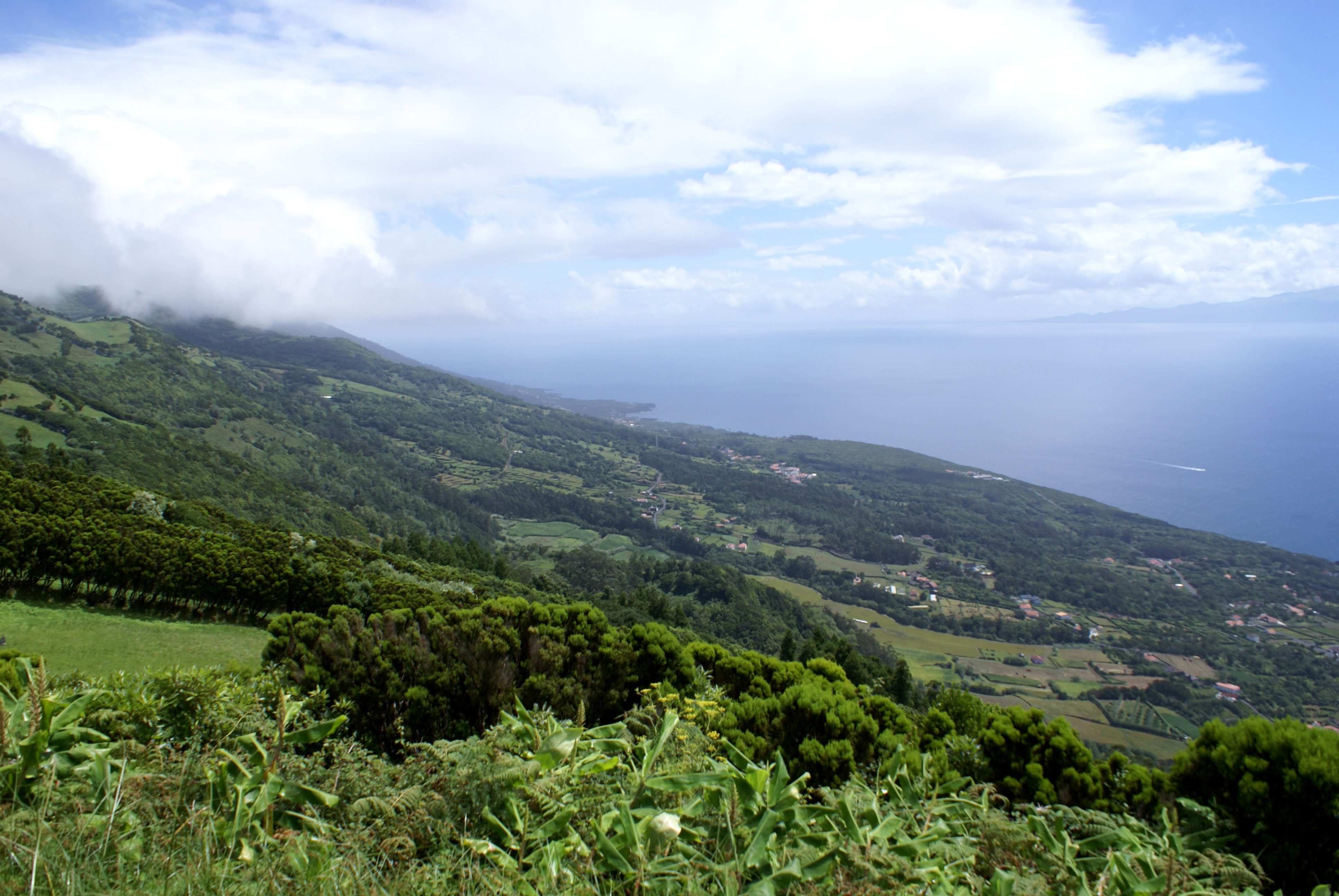
Parque do Terreiro da Macela, vistas de terra e mar.

O Parque do Terreiro da Macela é um parque florestal português que se localiza na Estrada dos Nortes freguesia de Santo Amaro, entre a localidade da Beira e o Toledo, concelho de Velas, ilha de São Jorge.
Dentro do espaço ocupado por este parque encontra-se a Ermida de Santo Antão onde se realizam todos os anos por alturas do mês de Junho um Bodo de Leite em honra de Santo Antão o protector dos animais. É de destacar neste parque a presença de criptomérias de grande altura.

## Galeria

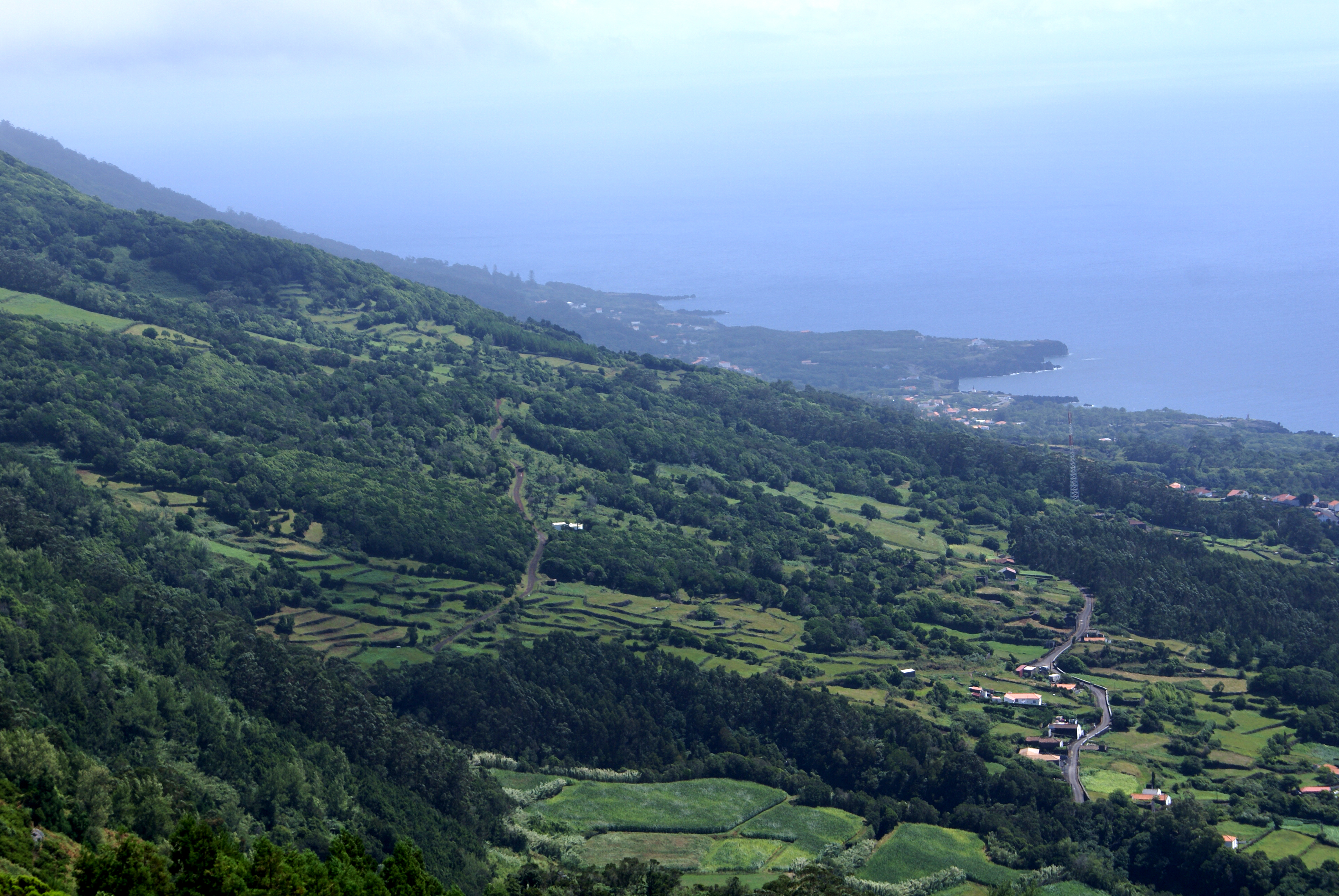
Parque do Terreiro da Macela, vistas de terras e mar